# Нгами
Нга́ми — озеро в Ботсване. Находится близ северной границы пустыни Калахари на высоте 890 м над уровнем моря в снижении южноафриканского плато (месторождение соли под названием Соа располагается на высоте 740 метров). В середине XIX века его площадь достигала 770 км². Озеро непрерывно уменьшается, к сегодняшнему дню имеет маленький размер[какой?] и представляет собой болото. С северо-востока в дождливые годы в него впадает река Окаванго.

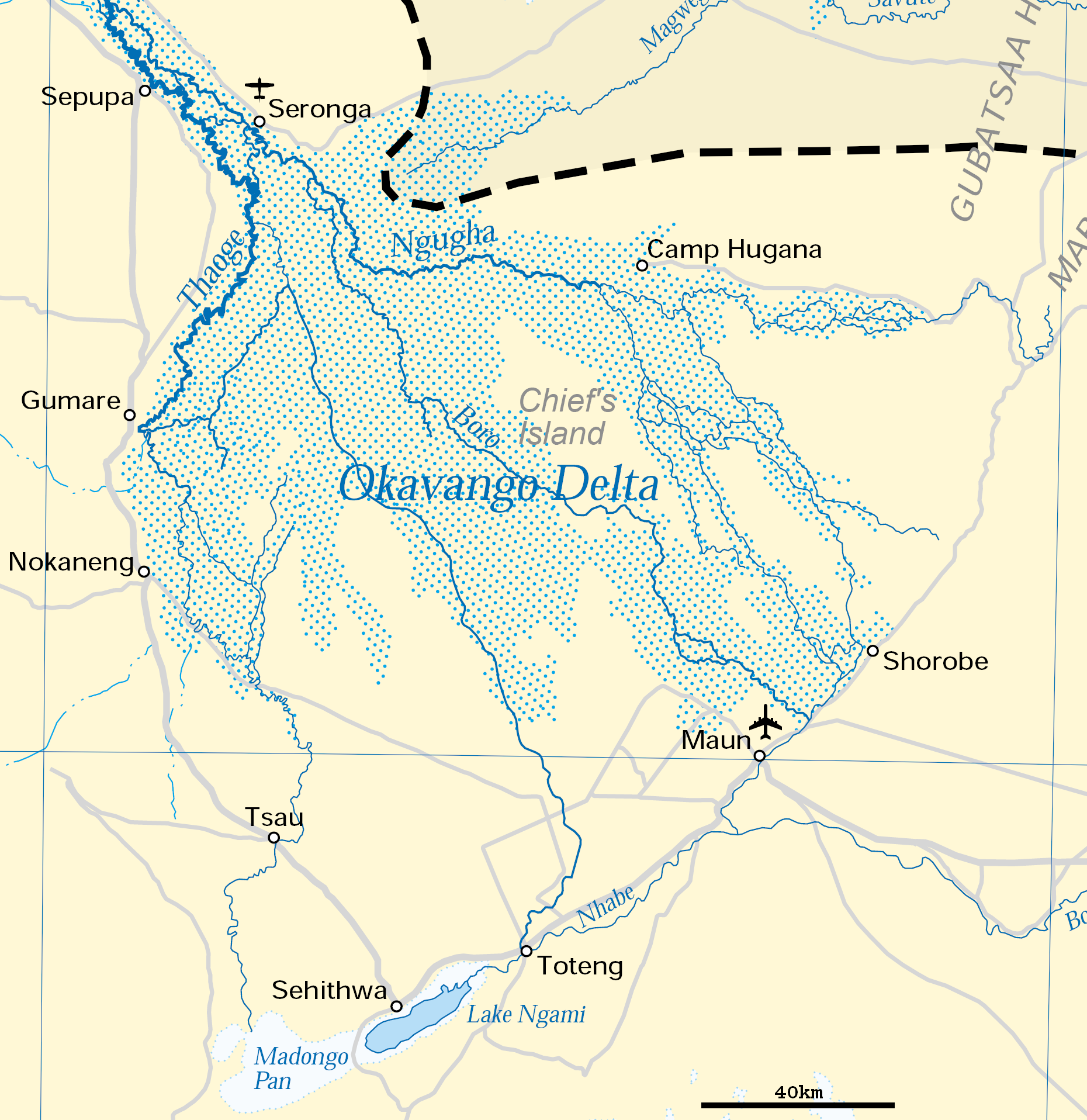
Карта дельты Окаванго (озеро Нгами можно увидеть внизу)

На северном песчаном побережье растут акация, баобаб, а также пальмовые деревья.
Береговой ландшафт — среда обитания птиц, таких как ибис, белая цапля. Также там водится рыба.
В 1849 г. здесь проводили исследования Давид Ливингстон, Джеймс Чепмен, в 1853 — Карл Иоганн Андерсон, в 1886 — Ганс Шинц, в 1890 — австрийский геолог Эдуард Флек, а после этого — Зигфрид Пассарге.
К 1894 году на озере Нгами проживали уже около 30 семей исследователей.